# Stara
Stara – wieś w Polsce, położona w województwie łódzkim, w powiecie piotrkowskim, w gminie Aleksandrów.
| SIMC    | Nazwa         | Rodzaj    |
| ------- | ------------- | --------- |
| 0534983 | Kępina        | część wsi |
| 0534990 | Pod Choinami  | część wsi |
| 0535008 | Za Cmentarzem | część wsi |

W latach 1975–1998 wieś administracyjnie należała do województwa piotrkowskiego.
W okolicy miejscowości znajduje się wzniesienie o nazwie Diabla Góra.
14 stycznia 1944 oddział żandarmerii niemieckiej pod dowództwem Alberta Schustera dokonał egzekucji na mieszkańcach wsi. Zamordowano 7 osób.
Wierni Kościoła rzymskokatolickiego należą do parafii św. Rozalii w Dąbrówce.